# 桑迪克里克 (紐約州村)
桑迪克里克（英語：Sandy Creek）是位於美國紐約州奧斯威戈縣的村。

## 人口
根據2020年美國人口普查的數據，桑迪克里克的面積為3.49平方千米，皆為陸地。當地共有人口646人，而人口密度為每平方千米185人。